# Angraecum birrimense
Angraecum birrimense là một loài lan.

## Hình ảnh

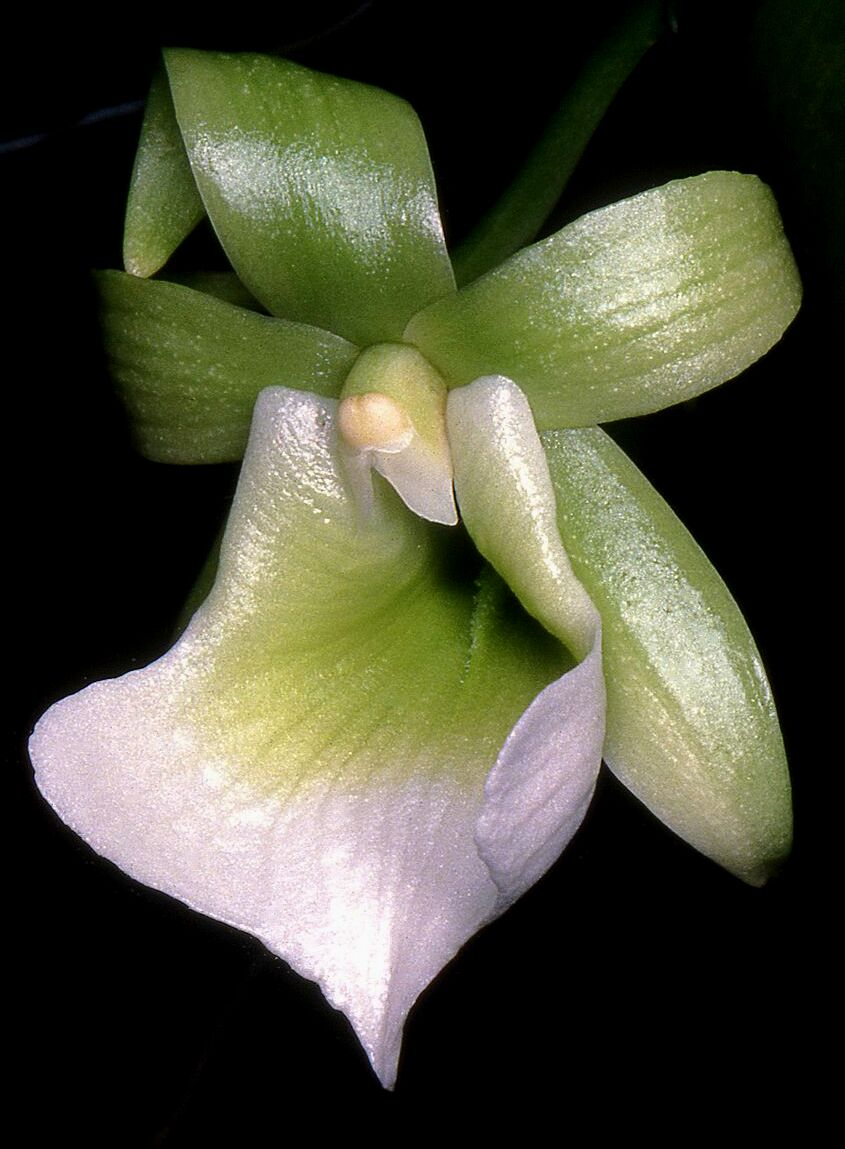
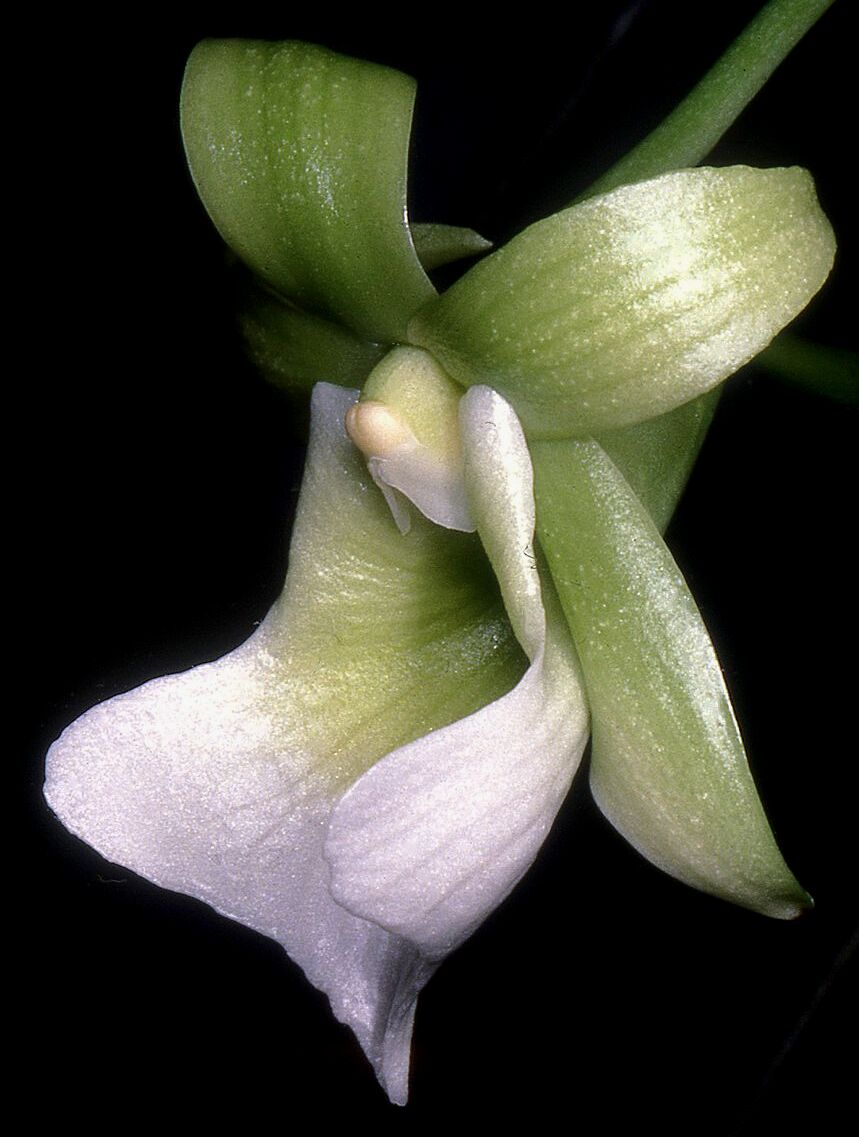